# Pritchardia
Pritchardia Seem. & H.Wendl. è un genere di palme della sottofamiglia Coryphoideae.

## Tassonomia
Comprende le seguenti specie:
- Pritchardia arecina Becc.
- Pritchardia bakeri Hodel
- Pritchardia beccariana Rock
- Pritchardia flynnii Lorence & Gemmill
- Pritchardia forbesiana Rock
- Pritchardia glabrata Becc. & Rock
- Pritchardia gordonii Hodel
- Pritchardia hardyi Rock
- Pritchardia hillebrandii Becc.
- Pritchardia kaalae Rock
- Pritchardia kahukuensis Caum
- Pritchardia lanigera Becc.
- Pritchardia lowreyana Rock ex Becc.
- Pritchardia maideniana Becc.
- Pritchardia martii (Gaudich.) H.Wendl.
- Pritchardia minor Becc.
- Pritchardia mitiaroana J.Dransf. & Y.Ehrh.
- Pritchardia munroi Rock
- Pritchardia napaliensis H.St.John
- Pritchardia pacifica Seem. & H.Wendl.
- Pritchardia perlmanii Gemmill
- Pritchardia remota (Kuntze) Becc.
- Pritchardia schattaueri Hodel
- Pritchardia tahuatana Butaud & Hodel
- Pritchardia thurstonii F.Muell. & Drude
- Pritchardia viscosa Rock
- Pritchardia vuylstekeana H.Wendl.
- Pritchardia waialealeana Read
- Pritchardia woodii Hodel

## Distribuzione e habitat
Le specie di questo genere sono concentrate principalmente nelle isole Hawaii ed in altre isole dell'oceano Pacifico sud-occidentale e centrale (isole Cook, Figi, Samoa, Tonga, Tuamotu).